# Frans Haarsma
Frans Haarsma (* 19. Juli 1921 in Balk, Friesland, Niederlande; † 25. November 2009 in Nijmegen, Gelderland, Niederlande) war ein römisch-katholischer Theologe.

## Leben
Nach dem Studium der katholischen Theologie wurde Frans Haarsma wurde im Jahr 1947 zum Priester geweiht. Er promovierte 1967. 
Ab 1952 lehrte er lehrte zunächst dogmatische Theologie am Priesterseminar der ehemaligen Erzdiözese in Rijsenburg, nach Umfirmierung der Bistümer ab 1964 als Dozent und dann ab 1968 als Professor Pastoraltheologie an der Radboud-Universität Nijmegen. Als Priester war er dem im Erzbistum Utrecht inkardiniert.
Haarsma war in der ökumenischen Bewegung aktiv, insbesondere der Sint Willibrord Vereniging, und engagierte sich maßgeblich in der Zeit nach dem Zweiten Vatikanischen Konzil in der niederländischen Kirchenprovinz.

## Schriften
- Frans Haarsma, Walter Kasper, Franz-Xaver Kaufmann: Kirchliche Lehre, Skepsis der Gläubigen, Herder 1970
- Frans Haarsma: Grondslag En Identiteit, Tjeenk Willink 1975, ISBN 90-01-33218-8
- Frans Haarsma: Morren Tegen Mozes: Pastoraal-Theologische Beschouwingen over Het Kerkelijk Leven, 1981, ISBN 90-242-0489-5
- Frans Haarsma: Zinervaring in De Hedendaagse Cultuur, Ambo 1982, ISBN 90-263-0565-6
- Frans Haarsma, Frederick Franck: Watching the Vatican, Valkhof 1999, ISBN 90-5625-067-1